# Helen V. Milner
Helen Virginia Milner (* 15. November 1958) ist eine US-amerikanische Politikwissenschaftlerin. An der Princeton University hat sie die nach B. C. Forbes benannte Professur für Politik und Internationale Beziehungen inne und ist Direktorin des dortigen Instituts für Globalisierung und Governance.

## Leben und Wirken
Milner erwarb 1980 an der Stanford University einen Bachelor in International Relations, 1982 an der Harvard University einen Master und 1986 ebendort einen Ph.D. in Government. 1986 erhielt sie an der Columbia University eine erste Professur (Assistant Professor) für Politikwissenschaft und stieg bis 1995 zur ordentlichen Professorin auf. Zuletzt hatte sie dort die James-T.-Shotwell-Professur für Internationale Beziehungen inne. 2004 wechselte sie als Professorin und Gründungsdirektorin des Niehaus Center for Globalization and Governance an die Princeton University. Milner war von 2005 bis 2011 Leiterin (Chair) der Politikwissenschaft in Princeton. Sie ist seit 2002 Mitglied des Think Tanks Council on Foreign Relations.
Milner veröffentlichte vor allem zu den Themen internationale und vergleichende politische Ökonomie, Globalisierung und Regionalismus, sowie den Beziehungen zwischen Demokratie und Handelspolitik. Jüngere Arbeiten befassen sich mit Two-Level Games, dem Welthandel, den Beziehungen zwischen entwickelten und sich entwickelnden Ländern, der Politik ausländischer Hilfen und der Wirkung des Handels auf die Umweltpolitik. Laut Google Scholar hat Milner einen h-Index von 48, laut der Datenbank Scopus von 30.

## Monografien (Auswahl)
- Resisting Protectionism (1988)
- Interests, Institutions, and Information: Domestic Policies and International Relations (1997)
- Votes, Vetoes, and the Political Economy of International Trade Agreements (2012)

## Auszeichnungen (Auswahl)
- 2000 Mitglied der American Academy of Arts and Sciences[3][4]
- 2012–2014 Präsidentin der International Political Science Association
- 2017 Regius Lecture der University of Essex[5]
- 2019 Mitglied der National Academy of Sciences[6]
- 2020–2021 Präsidentin der International Studies Association.[7]